# Collège des Écossais

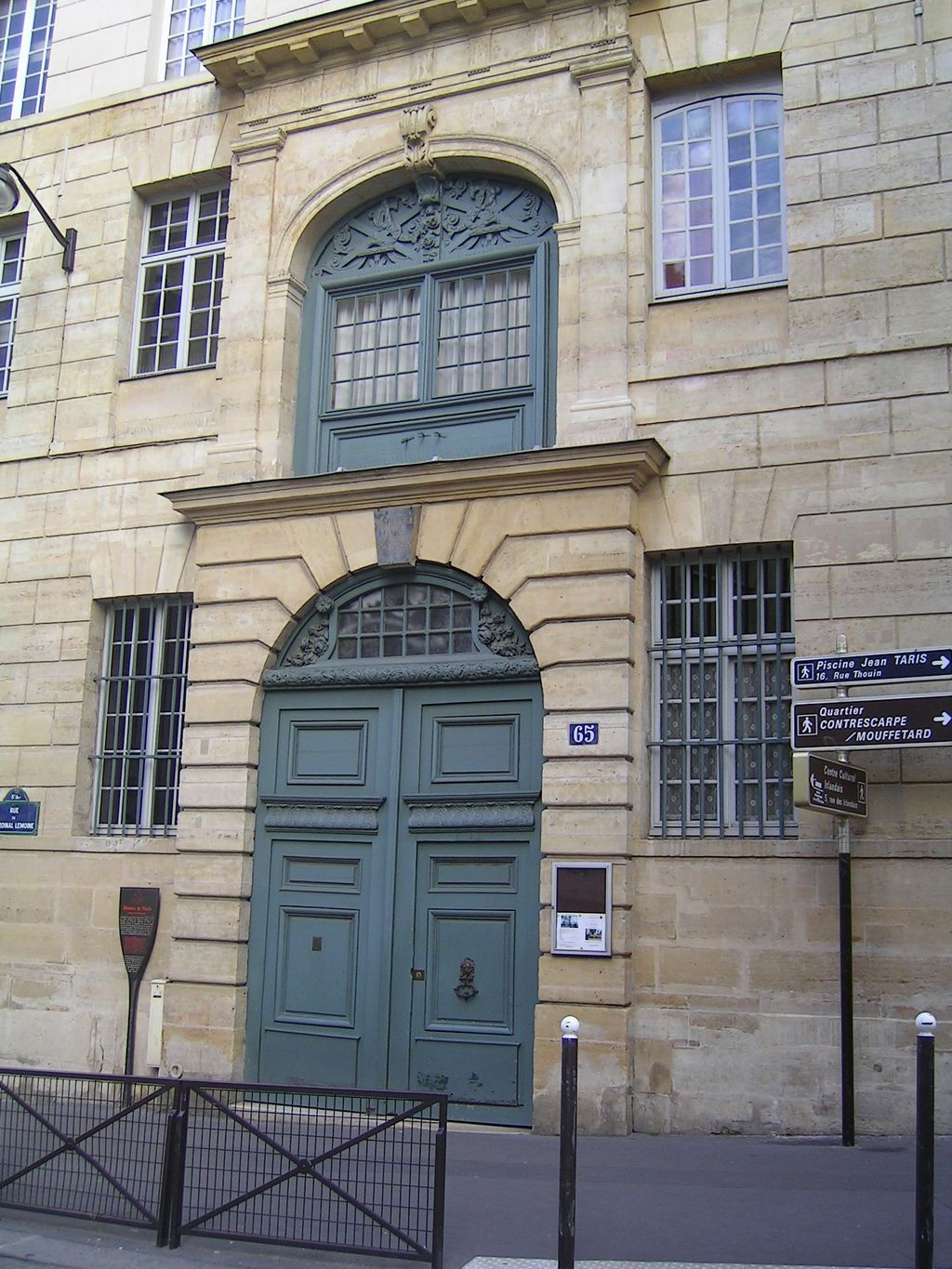
Entrée du collège des Écossais, à Paris.

Depuis le XVIe siècle, deux établissements de France étaient nommés collège des Écossais, l'un à l'université de Douai, l'autre à l'ancienne université de Paris. Ces institutions d'enseignement recevaient des jeunes écossais catholiques en exil en France. Le collège des Écossais de Douai et le collège des Écossais de Paris ont été administrativement fusionnés par un arrêté du Consulat daté du 24 vendémiaire an XI (16 octobre 1802).
Enfin, un troisième collège des Écossais a été créé à titre privé par Patrick Geddes à Montpellier en 1924 et réalisé par l'architecte Edmond Leenhardt. Il est classé, par arrêté du 19 décembre 2013, monument historique.

## Collège des Écossais de Douai

### Histoire
Le collège des écossais à l'université de Douai fut établi en 1573 par John Lesley, évêque et historien de Marie Stuart, qui s'opposait à la Réforme écossaise et à la déstabilisation par l'Angleterre protestante de la Auld Alliance entre la France et l'Écosse. Il fut refondé en 1608. Les Écossais résidant en France disposaient automatiquement de la double nationalité française et écossaise en vertu de la Auld Alliance. Ce collège écossais accueillit les exilés partisans des Stuart, les réfugiés jacobites en France, entre 1688 et 1692. Des collections historiques y furent déposées par le roi Jacques II d'Angleterre et VII d'Écosse (dernier monarque catholique de Grande-Bretagne) et par des exilés catholiques écossais, en complément des dépôts faits au collège des Écossais de Paris.

### Localisation
Le collège des écossais se trouvait à proximité de la collégiale Saint-Pierre de Douai.

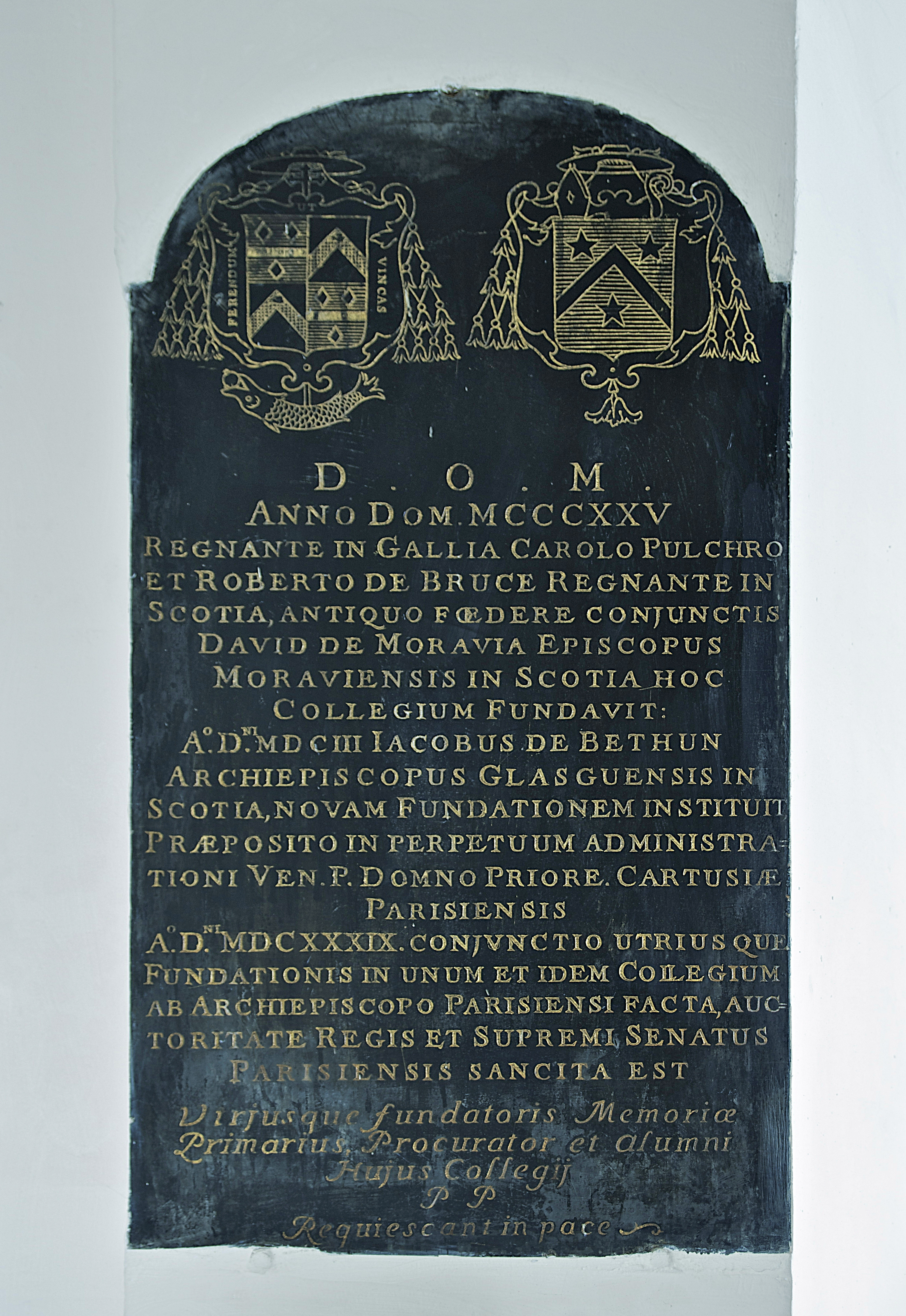
Plaque en latin relatant l'histoire du collège, dans la chapelle.

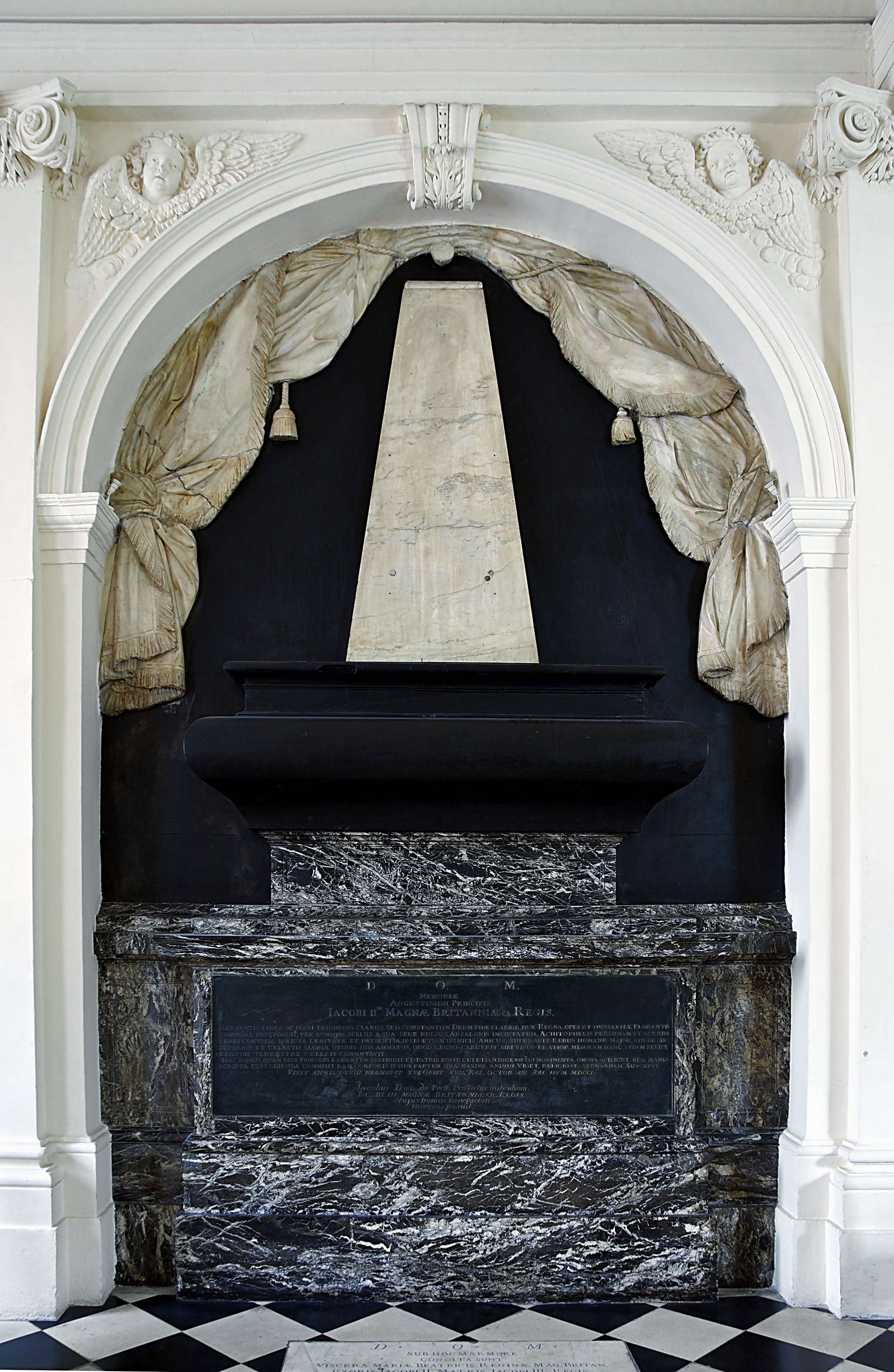
Dans la chapelle, le monument ayant recélé le cerveau du roi Jacques II d'Angleterre.

## Collège des Écossais de Paris

### Histoire
À Paris, le collège des Écossais (ou collège de Grisy) était un collège de l'ancienne université de Paris. Les élèves écossais de Paris, par le traité de l'Auld Alliance, bénéficiaient de la nationalité française. Il faisait partie des collèges étrangers de l'ancienne université de Paris.
Il fut érigé par acte du 8 juillet 1333 par Jean, évêque de Murray dans une maison de la rue des Amandiers (actuellement rue Laplace). Les étudiants écossais venaient alors loger dans la rue du Chauderon voisine qui devint sous cette influence la rue d'Écosse. Plus tard, l'ambassadeur d'Écosse, Jacques de Béthun, forma une communauté de prêtres écossais, forcés par les évènements politiques à se réfugier en France. En 1639, avec l'accord de l'archevêque de Paris, une communauté de prêtres écossais fut adjointe au collège des Écossais, et, en 1662, Robert Barclay, qui en était le principal, acheta un emplacement sur les fossés Saint-Victor et y fit bâtir une maison qui unit la double destination de séminaire et de collège. Dans une des chapelles se trouvait une urne en bronze doré, contenant la cervelle de Jacques II d'Angleterre et VII d'Écosse, roi d'Angleterre, d'Écosse et d'Irlande, mort à Saint-Germain-en-Laye en 1701.
Un arrêt du Conseil, le 17 avril 1685, a ordonné la démolition de la porte Saint-Marcel et le comblement des fossés entre les portes Saint-Victor et Saint-Jacques. Cela a entraîné un abaissement jusqu'à 5 mètres à certains endroits. Le collège des Écossais a dû être repris en sous-œuvre. Un rez-de-chaussée lui a été ajouté lui donnant l'aspect bizarre qu'on peut voir aujourd'hui.
Le bâtiment servit de prison sous la Terreur puis fut rendu à l'église écossaise en 1806. Le collège de la rue des Fossés Saint Victor, devenue rue du Cardinal-Lemoine, est aujourd'hui une école primaire et un foyer d’étudiantes en classes préparatoires de grandes écoles (Louis-le-Grand et Henri-IV).
Le bâtiment est inscrit au titre des monuments historiques par deux arrêtés, l'un du 22 février 1945, l'autre du 6 août 1975.

### Localisation
Sa localisation est au 65, rue du Cardinal-Lemoine, dans le 5e arrondissement de Paris.
Les bâtiments sont accessibles à proximité par la ligne 10 à la station Cardinal Lemoine.